# Cinara juniperivora
Cinara juniperivora är en insektsart som först beskrevs av Wilson 1919.  Cinara juniperivora ingår i släktet Cinara och familjen långrörsbladlöss. Inga underarter finns listade i Catalogue of Life.